# Concert per a piano núm. 1 (Martinů)
El Concert per a piano núm. 1 en re major, H. 149, fou compost per Bohuslav Martinů entre l'agost i el setembre de 1925 a Polička. Va ser dedicat al pianista Jan Heřman, que la va estrenar a Praga el 21 de novembre de 1926 sota la direcció de Robert Manzer.

## Moviments
1. Allegro moderato
2. Andante
3. Allegro

## Origen i context
Martinů no era el típic compositor per al teclat, però va deixar un llegat de prop de quaranta composicions per a piano solista, a més d'una imponent sèrie de cinc concerts per a piano i una sèrie d'altres obres incloent un divertimento concertant, un concertino, un concert per a dos pianos i una joguenera polifònica Sinfonietta Giocosa per a piano i orquestra de cambra. Tot i que en les seves peces per a piano sol va mostrar una rica paleta de gèneres (que van des del jocose, modernes miniatures inspirades a través de les delícies composicionals de Smetana, a una sonata), els seus opus concertants estan dotats d'un esperit d'estil sintètic que combina característiques del seu format favorit del concerto grosso, amb propietats sonores audaces i una cantilena altament emotiva.

## Anàlisi musical
El Concert per a piano núm. 1 irradia l'encant de l'avantguarda de París de la dècada del 1920, com per exemple amb la música de jazz en el tercer moviment.